# Jürgen Säumel
Jürgen Säumel (ur. 8 września 1984 w Friesach) – piłkarz austriacki grający na pozycji defensywnego pomocnika.

## Kariera klubowa
Karierę piłkarską Säumel rozpoczynał w amatorskim klubie o nazwie TSV Neumarkt. W 1999 roku podjął treningi w Sturmie Graz i występował najpierw w młodzieżowej drużynie tego klubu, a następnie w rezerwach. Podczas sezonu 2002/2003 został włączony przez trenera Ivicę Osima do kadry pierwszego zespołu i wtedy też zadebiutował w jego barwach w lidze austriackiej. W sezonie 2003/2004 był podstawowym zawodnikiem Sturmu. 12 marca 2005 roku zdobył pierwszego gola w profesjonalnym futbolu, a Sturm przegrał 1:2 w wyjazdowym meczu z SV Pasching. Tydzień później strzelił gola w spotkaniu z SV Mattersburg (2:3). W 2008 roku zajął ze Sturmem 4. miejsce w lidze. Jeszcze w trakcie sezonu 2007/2008 został mianowany kapitanem drużyny z Grazu. Po zakończeniu ligowych rozgrywek, 22 lipca Säumel podpisał 3-letni kontrakt z Torino FC. 3 lutego 2010 roku został wypożyczony do drugoligowej Brescii Calcio, a po sezonie wrócił do Torino. Wiosną 2011 grał w MSV Duisburg, a latem 2011 powrócił do Sturmu Graz.

## Kariera reprezentacyjna
W reprezentacji Austrii Säumel zadebiutował 17 sierpnia 2005 roku w zremisowanym 2:2 towarzyskim spotkaniu ze Szkocją. Wcześniej występował w reprezentacjach młodzieżowych, a z drużyną narodową U-19 zdobył brązowy medal w 2003 roku na Mistrzostwach Europy U-19 w Liechtensteinie. W 2008 roku został powołany przez selekcjonera Josefa Hickersbergera do kadry na Euro 2008.